# Международный день добровольцев во имя экономического и социального развития
Международный день добровольцев во имя экономического и социального развития (на других официальных языках ООН: англ. International Volunteer Day, араб. اليوم الدولي للمتطوعين, ‎исп. Día Internacional de los Voluntarios, кит. 国际志愿人员日, фр. Journée internationale des volontaires
) — Генеральная Ассамблея ООН в 1985-м году на 40-й сессии в специальной резолюции предложила правительствам отмечать 5-е декабря как «Международный день добровольцев во имя экономического и социального развития» (резолюция № A/RES/40/212), призвав их осуществлять меры для побуждения людей во всех сферах деятельности предлагать свои услуги в качестве добровольцев.
В своих ежегодных посланиях по случаю Дня добровольцев Генеральный секретарь ООН высоко оценивает роль и значение волонтёров независимо от того, какой конкретно деятельностью они занимаются. Он отмечает использование информационных технологий в добровольческой деятельности: в создании баз данных и веб-сайтов, разработке учебных планов для школ, а также других задач, которые можно выполнить с домашнего компьютера. Генеральный секретарь призывает правительства создавать больше возможностей для добровольцев во имя развития.